# رشوانلو (بجنورد)
رشوانلو (بجنورد)، روستایی از توابع بخش مرکزی شهرستان بجنورد در استان خراسان شمالی ایران است.

## جمعیت
این روستا در دهستان آلاداغ قرار دارد و براساس سرشماری مرکز آمار ایران در سال ۱۳۹۰، جمعیت آن ۱۴۴ نفر (۴۴خانوار) بوده‌است.

## زبان
زبان مردم ای روستا کردی است و مردم آن هم کرد هستند.

## محصولات کشاورزی
از عمده محصولات کشاورزی رشوانلو می‌توان به غلات، سبزیجات، سیب زمینی، پیاز، گوجه فرنگی، کلم، کدو، خیار و… اشاره کرد. باغداری در این روستا سبب گشته تا محصولاتی مانند گیلاس، آلبالو، سیب، گلابی، هلو، زردآلو، انگور، گردو، آلو، توت و… نیز در این روستا به وفور یافت شود.